# یوزباشی (عنوان)
یوزباشی (ترکی(Yüzbaşı)، از: «یوز»، صد + «باش»، رئیس و سر + پسوندِ «ی») عنوان و لقبی که در دورهٔ سلطنت صفویان و قاجاریان به‌معنی سرکردهٔ صد نفر استفاده می‌شد.
در زمان شاه عباس کبیر کاربرد آن بیشتر در مناصب حرم‌سرا استفاده می‌شده و در دورهٔ قاجار یکی از مناصب سپاهی بوده و ردهٔ بالاتر از آن مین‌باشی، و ردهٔ پایین‌تر از آن ده‌باشی (یا اون‌باشی) بوده.